# Willow Garage
Willow Garage foi um laboratório de pesquisa em robótica e incubadora de tecnologia dedicada ao desenvolvimento de hardware e software de código aberto para aplicações de robótica pessoal. A empresa foi provavelmente mais conhecida por seu pacote de software de código aberto ROS (Robot Operating System), que foi rapidamente e amplamente tornando-se uma ferramenta padrão entre pesquisadores e a indústria de robótica desde seu lançamento inicial em 2007. A empresa foi fundada no final de 2006 por Scott Hassan, que havia trabalhado com Larry Page e Sergey Brin desenvolvendo tecnologia que antecedeu a ferramenta de busca do Google. Steve Cousins era o presidente e CEO. Willow Garage era localizada em Menlo Park, Califórnia.
A Willow Garage fechou no início de 2014. A maioria dos funcionários foi transferida para a Suitable Technologies, Inc, enquanto as responsabilidades de suporte e serviços foram transferidas para Clearpath Robotics.

## História
Os primeiros projetos da Willow Garage foram uma SUV participante do DARPA Grand Challenge e um barco solar autônomo para uso em explorações científicas em oceanos abertos. No outono de 2006, Eric Berger e Keenan Wyrobek foram recrutados da Universidade de Stanford para iniciar o programa de robôs pessoais (em inglês, Personal Robotics Program) da Willow Garage. Eles fundaram o programa de robótica pessoal da Universidade de Stanford para construir protótipos das tecnologias que fomentariam a indústria de robótica pessoal. Na Willow Garage eles continuaram a executar esta missão com ROS, um sistema operacional de código aberto, e o PR2 uma plataforma robótica para desenvolvimento.
Os times do programa de carros da DARPA e do programa do barco autônomo foram, eventualmente, movidos para o programa de robótica pessoal que, perto do final de 2008, tornou-se o foco da Willow Garage.
No verão de 2009 a Willow Garage alcançou a segunda de duas metas, permitindo que o PR2 abrisse portas, localizasse tomadas e se conectasse de forma autônoma, habilidades demonstradas em vídeos no YouTube.
Em janeiro de 2010, a Willow Garage alcançou a terceira grande meta do programa de robótica pessoal com o lançamento do ROS 1.0 e tendo o PR2 pronto para a produção em beta.
No final de 2010, com o PR2 a venda e a comunidade do ROS caminhando para 100 repositórios em todo o mundo Keenan Wyrobek e Eric Berger deixaram a Willow Garage para seguir em sua próxima aventura.
A Willow Garage atualmente tem oito spin-offs:
- hiDOF, Inc,[19] uma empresa de consultoria de software.
- Industrial Perception Inc. - Adquirida pelo Google em agosto de 2013, a IPI teve como sua missão mais ampla criar "olhos e cérebros para robôs industriais", focada em novas aplicações robóticas em logística, como a descarga de caminhões de forma autônoma.
- OpenCV - Uma biblioteca de código aberto para visão computacional e aprendizado de máquina construída para oferecer uma infraestrutura comum para aplicativos de visão de computador e para acelerar o uso de percepção em produtos comerciais.
- Open Perception Foundation – sua missão é promover o desenvolvimento e a adoção de software de código aberto para processamento de dados sensoriais em 2D/3D, para o benefício da indústria e das comunidades de pesquisa.
- Open Source Robotics Foundation - OSRF é uma entidade independente sem fins lucrativos formada para apoiar o desenvolvimento, a distribuição e a adoção de software de código aberto para uso em pesquisa, educação e desenvolvimento de produtos em robótica.
- Redwood Robotics - Uma junção entre a Meka Robotics, Willow Garage, e SRI.
- Suitable Technologies - Criaram o Texai, um produto robótico de presença remota.
- Unbounded Robotics - plataforma móvel de manipulação de baixo custo.

Em 2012, a empresa firmou um empreendimento conjunto com Meka Robótica e SRI International para fundar a Redwood Robotics, empresa especializada em braços robóticos.
Em agosto de 2013, a Suitable Technologies Inc. manteve a maioria dos funcionários da Willow Garage para aumentar e melhorar o desenvolvimento do Beam, um sistema de presença remota. A Willow Garage continuou a apoiar os clientes de sua plataforma robótica pessoal PR2 e vender seu estoque restante de sistemas PR2.
Além de spinoffs, ex-funcionários têm criado várias outras empresas:
- Savioke liderada por Steve Cousins (ex-CEO da Willow Garage) que produz um robô de serviço para a indústria hoteleira.[25]
- Fetch Robotics liderada por Melonee Wise (ex-engenheira mecânica na Willow Garage) produzindo carrinhos autônomos para fábricas.[26]
- Fyusion liderada por Radu Rusu (ex-pesquisador da Willow Garage) produzindo um capturador e visualizador de imagens 2.5D.[27]

## Software de código aberto
Willow Garage mantinha o ROS (Robot Operating System), a biblioteca de visão por computador OpenCV, e a PCL (Point Cloud Library). Todos esses projetos usam a licença BSD, uma licença de software de código aberto.

## Robôs
O primeiro grande robô da Willow Garage se chama PR2. Ele tem um tamanho um pouco menor que um humano. O PR2 foi projetado para ser uma plataforma de hardware e software comum entre pesquisadores. O PR2 é uma evolução do PR1,  uma plataforma robótica desenvolvida na Universidade de Stanford. A sigla PR significa "personal robot" (robô pessoal).
O PR2 tem dois braços de 7 graus de liberdade com uma carga útil de 1,8 kg. Seus sensores incluem uma câmera de 5 megapixels, um telêmetro laser inclinável, e uma unidade de medição inercial. Ele tem também um "projetor de textura" que projeta um padrão sobre o ambiente que criar informação 3D para ser capturada pelas câmeras. A Willow Garage chama isso de "textura de luz", mas esta abordagem é mais conhecida como luz estruturada. O scanner a laser montado na cabeça do robô mede distância por tempo de voo. Os dois computadores localizados na base do robô são servidores de 8 núcleos, cada um dos quais tem 24 Gigabytes de RAM, para um total de 48 GB. O sistema de bateria consiste de 16 baterias de laptop.
Em 26 de Maio de 2010, a Willow Garage realizou uma festa de formatura na qual os 11 PR2s foram introduzidos. Alguns PR2s "dançaram" com humanos, enquanto eram conduzidos pelas suas mãos. Pelo menos um dos convidados participou da festa usando o sistema de telepresença da Willow Garage, Texai. Jonathan Knowles da Autodesk participou de uma festa XPrize usando um Texai com Robin Williams.
O projeto Texai resultou na spin-off da Willow Garage chamada Suitable Tecnologies. O Texai foi um protótipo para o produto anunciado pela Suitable em setembro de 2012, o Beam.
Em junho de 2010, a Willow Garage emprestou vários PR2 por dois anos para 11 equipes de pesquisa. Cada PR2 incluía dois braços, vários sensores, uma base móvel, de 16 núcleos de CPU, e o software gratuito e de código-fonte aberto Robot Operating System (ROS), que controla o PR2 e vem com bibliotecas de software para a percepção, navegação e manipulação. As equipes tiveram a chance não só de programar o robô multi-propósito, mas também de contribuir com seu trabalho para as plataformas de código aberto da Willow Garage, beneficiando uma ampla comunidade de pesquisadores.
Em agosto de 2010, a Willow Garage anunciou que o robô PR2 estava disponível para compra.
O PR2 está sendo programado para fazer aplicações cada vez mais técnicas e que requerem habilidade, incluindo abrir portas e dobrar toalhas.